# Harcèlement psychologique en droit québécois
Pour des articles plus généraux, voir Harcèlement, Harcèlement moral et Harcèlement sexuel.
En droit québécois, le harcèlement psychologique est défini par la loi comme étant « une conduite vexatoire se manifestant soit par des comportements, des paroles, des actes ou des gestes répétés, qui sont hostiles ou non désirés, laquelle porte atteinte à la dignité ou à l'intégrité psychologique ou physique du salarié et qui entraîne, pour celui-ci, un milieu de travail néfaste. Pour plus de précision, le harcèlement psychologique comprend une telle conduite lorsqu’elle se manifeste par de telles paroles, de tels actes ou de tels gestes à caractère sexuel ».
La notion française de « harcèlement moral » n'a pas cours au Québec.

## Dispositions de la Loi sur les normes du travail
Au Québec, de nouvelles dispositions de la Loi sur les normes du travail relatives au harcèlement psychologique sont entrées en vigueur le 1er juin 2004. Ces dispositions sont uniques en Amérique du Nord et souligne la volonté de mettre en place un environnement de travail exempt de harcèlement psychologique.
Cette loi définit le harcèlement psychologique comme étant 
- une conduite vexatoire
- qui se manifeste par des comportements, des paroles ou gestes répétés :
  - Qui sont hostiles ou non désirés ;
  - Qui portent atteinte à la dignité ou à l’intégrité psychologique ou physique du salarié ;
  - Qui rendent le milieu de travail néfaste.

De plus, cette loi inclut le harcèlement sexuel au travail et le harcèlement fondé sur la discrimination (origine ethnique, convictions religieuses ou politiques, âge, sexe, orientation sexuelle…).
Cette loi oblige donc les employeurs à fournir un lieu de travail sans harcèlement psychologique et un employeur doit agir pour mettre fin à une situation de harcèlement dès lors qu’il en est informé.

## Aspect pénal du harcèlement
Les règles de harcèlement psychologique de la Loi sur les normes du travail ne sont pas des règles de droit pénal ; pour l'aspect pénal du harcèlement, il faut plutôt se fier aux règles du Code criminel, où il existe une infraction appelée harcèlement criminel (art. 264 C. cr.) . D'après cette disposition, le harcèlement criminel ne vise que les cas où la victime a des motifs raisonnables de craindre pour sa sécurité. Il existe des infractions pénales connexes de communications harcelantes, de communications indécentes, d'intimidation (423 et 423.1 C.cr.) et de libelle diffamatoire.

## Aspect civil du harcèlement
Le harcèlement psychologique peut aussi avoir une dimension de droit civil, par exemple dans des situations qui ne sont ni couvertes par le droit du travail, ni couvertes par le droit pénal, comme le harcèlement scolaire, certains cas de harcèlement en ligne ainsi que le harcèlement par une connaissance qui ne fait pas raisonnablement craindre pour la sécurité. Si le harcèlement est motivé par des considérations discriminatoires énumérées à l'article 10 de la Charte québécoise, alors le plaignant peut être représenté devant le Tribunal des droits de la personne par la Commission des droits de la personne car il s'agit alors de harcèlement discriminatoire, pour lequel le Tribunal des droits de la personne a une compétence. Le harcèlement discriminatoire de la Charte québécoise englobe le harcèlement sexuel, d'après la jurisprudence du Tribunal des droits de la personne.
Par contre, si le harcèlement ne peut pas être lié à un motif de l'article 10 de la Charte québécoise (par exemple, l'apparence physique en l'absence de handicap et la notoriété ne sont pas protégés), il peut néanmoins constituer une faute au sens des règles générales de responsabilité civile à l'article 1457 du Code civil du Québec (faute, préjudice, lien de causalité) dans la mesure où le harcèlement est une violation des règles de conduite de la société et qu'il porte préjudice à autrui. Dans l'arrêt Ward c. Québec (Commission des droits de la personne et des droits de la jeunesse), la Cour suprême du Canada laisse entendre que Jérémy Gabriel aurait dû poursuivre au civil plutôt qu'en discrimination pour le harcèlement dont il a été victime parce qu'il a été ciblé pour sa notoriété et non pas pour son handicap. Ces règles sont susceptibles d'être jugées inéquitables par les auteurs de doctrine parce qu'en vertu de l'article 10.1 de la Charte québécoise, les jeunes victimes de harcèlement en raison de leur notoriété ou de leur apparence physique n'ont pas les mêmes droits que les jeunes victimes de harcèlement pour les motifs énumérés de l'article 10 CDLP ; les premiers doivent par conséquent dépenser d'importants frais d'avocat devant les tribunaux de droit commun (ce qui n'est pas toujours possible), tandis que les seconds se font représenter par la Commission des droits de la personne et des droits de la jeunesse sans avoir à dépenser d'importantes sommes d'argent. À ce chapitre, les professeurs de droit Robert Leckey et Pierre-Gabriel Jobin ont fortement critiqué l'arrêt Ward au motif que cette décision est insensible à la protection des personnes vulnérables.